# ガンヴァルキリー

『ガンヴァルキリー』（GUNVALKYRIE）は、2002年3月21日に発売された、スマイルビット開発、セガ販売のXbox用サードパーソン・シューティングゲームである。

## 関連書籍
- ガンヴァルキリー パーフェクトガイドブック エンターブレイン ISBN 9784757708570 ※絶版

| スタブアイコン | サブスタブ | この項目は、まだ閲覧者の調べものの参照としては役立たない、コンピュータゲームに関連した書きかけの項目です。この項目を加筆・訂正などしてくださる協力者を求めています（P:コンピュータゲーム/PJ:コンピュータゲーム）。 |